# Чизхолм, Джаз
Джасрадо Принс Хермис Аррингтон Чизхолм—младший (англ. Jasrado Prince Hermis Arrington Chisholm Jr., более известен как Джаз Чизхолм (англ. Jazz Chisholm); 1 февраля 1998, Нассау) — багамский и британский бейсболист, шортстоп и игрок второй базы клуба Главной лиги бейсбола «Майами Марлинс». Выступал за национальную сборную Великобритании.

## Биография
Джаз Чизхолм родился 1 февраля 1998 года в Нассау на Багамских Островах в семье Джасрадо Чизхолма—старшего и Мартиники Коукли. Его бабушка Патриша Коукли занималась софтболом, в 1980-х годах играла за сборную Багамских Островов на позиции шортстопа. Подростком он переехал в США, окончил частную школу в Уичито. В 2015 году он в статусе международного свободного агента подписал контракт с клубом «Аризона Даймондбэкс». В профессиональном бейсболе Чизхолм дебютировал в сезоне 2016 года в составе клуба «Мизула Оспрей» в Лиге пионеров, где отбивал с показателем 28,1 %. В сентябре 2016 года он был включён в заявку сборной Великобритании на квалификационные матчи Мировой бейсбольной классики.
В сезоне 2017 года Чизхолм провёл 29 матчей в составе «Кейн-Каунти Кугарс». В мае во время тренировки он получил разрыв мениска, после чего пропустил оставшуюся часть чемпионата. В 2018 году он вернулся на поле в составе «Кугарс», отбивая с эффективностью 24,4 % с 15 выбитыми хоум-ранами. Затем Чизхолм был переведён в «Висейлию Роухайд», где его показатель игры на бите вырос до 32,9 %. Осенью он выступал за фарм-клуб «Даймондбэкс» в Аризонской лиге, где показывал отличную игру в защите, на бите и в роли раннера. В 2019 году его пригласили на предсезонные сборы с основным составом «Аризоны». Регулярный чемпионат он начал в составе «Джэксон Дженералс», проведя за клуб 89 матчей с показателем отбивания 20,4 %, 18 выбитыми хоум-ранами и 13 украденными базами. В июле Чизхолма обменяли в «Майами Марлинс» на питчера Зака Галлена. После перехода он доиграл сезон в «Джэксонвилл Джамбо Шримп», отбивая с эффективностью 28,4 %.
В Главной лиге бейсбола Чизхолм дебютировал 1 сентября 2020 года. В сокращённом из-за пандемии COVID-19 сезоне он сыграл за «Марлинс» 21 матч, набрав шесть RBI. Также он был включён в составе команды на игры Дивизионной серии плей-офф. В 2021 году он провёл 124 игры, несмотря на ряд проблем со здоровьем, из-за которых клуб дважды вносил Чизхолма в список травмированных. Его показатель отбивания по итогам сезона составил 24,8 %, доля получаемых им страйкаутов составила 28,6 %.